# قاتل ۵۶
قاتل ۵۶ (به هندی: Ab Tak Chhappan) فیلمی محصول سال ۲۰۰۴ و به کارگردانی شیمیت امین است. در این فیلم بازیگرانی همچون نانا پاتیکار، موهان آگاشه، رواتهی، هیریشتا بهات ایفای نقش کرده‌اند.